# XBIZ Awards - Series
Gli XBIZ Awards-Series sono i premi cinematografici, presentati e sponsorizzati dalla rivista XBIZ, che premiano le singole serie pornografiche che si ritiene abbiano espresso le migliori performance dell'anno. Nel corso del tempo si sono succedute diverse categorie ma le più importanti e diffuse sono:
- All-Black
- All-Girl
- All-Sex

- Asian
- Couples Themed Line
- Gonzo

- Interracial
- Latin
- Vignette

## Vincitori

### All - Black Series Of The Year
- 2012: Big Ass Cheaters
- 2013: Club Elite
- 2014: Black Heat

### All - Girl Series of the Year
- 2012: Budapest
- 2013: Lesbian Seductions Older Younger
- 2014: Me And My Girlfriend
- 2015: Women Seeking Women
- 2016: Women Seeking Women
- 2017: Women Seeking Women
- 2018: Women Seeking Women
- 2019: Showcases
- 2020: Girlcore
- 2021: Girlcore
- 2022:True Lesbian
- 2023: Women Seeking Women
- 2024: Lez Be Bad
- 2025: Lez Be Bad

### All - Sex Series of the Year
- 2012: Seasoned Players
- 2013: Pretty Dirty
- 2014: Pretty Dirty
- 2015: James Deen's 7 Sins
- 2016: Angela
- 2017: Anal Beauty

### Asian -Themed Series Of The Year
- 2012: Kamikaze Girls
- 2013: Hello Titty

### Couples-Themed Line Of The Year
- 2013: Romance Series
- 2014: Romance Series

### Gonzo Series of the Year
- 2009: Jack’s Playground
- 2010: Big Tits Round Asses
- 2011: Big Wet Asses
- 2012: Phat Bottom Girls
- 2013: Ultimate Fuck Toy
- 2014: Internal Damnation
- 2015: Bang Bus
- 2016: The Booty Movie
- 2017: Angela Loves...
- 2018: Angela Loves...
- 2019: True Anal...
- 2020: Slut Puppies
- 2021:Tushy Raw
- 2022: Tushy Raw
- 2023: Blacked Raw
- 2024: Blacked Raw
- 2025: Tushy Raw

### Interracial Series Of The Year
- 2012: Interracial Swingers
- 2013: Mandingo Massacre

### Latin-Themed Series Of The Year
- 2012: Latin Adultery
- 2013: Latin Adultery

### Vignette Series of the Year
- 2012: Bus Stop Girls
- 2013: Tonight's Girlfriend
- 2014: Tonight's Girlfriend
- 2015: Tonight's Girlfriend
- 2016: Tonight's Girlfriend
- 2017: Tonight's Girlfriend
- 2018: First Anal
- 2019: Blacked Raw V
- 2020: Blacked Raw
- 2021:In The Room
- 2022: Baddies
- 2023: Married & Cheating
- 2024: The Yes List
- 2025: Blacked Raw

### Premi assegnati una volta sola
- 2013: Tonight's Girlfriend (New Series of the Year)
- 2013: True Lesbian (Amateur Series Of The Year)